# Gymnomyces wirrabarensis
Gymnomyces wirrabarensis är en svampart som beskrevs av Grgur. 1997. Gymnomyces wirrabarensis ingår i släktet Gymnomyces och familjen kremlor och riskor.   Inga underarter finns listade i Catalogue of Life.